# Losonc-Opatová megállóhely
Losonc-Opatová megállóhely Losoncon, a Losonci járásban van, melyet a ŽSR üzemeltet.

## Vasútvonalak
Az állomást az alábbi vasútvonalak érintik:
- Losonc–Újantalvölgy-vasútvonal

## Kapcsolódó állomások
A vasútállomáshoz az alábbi állomások vannak a legközelebb:
- Losonc vasútállomás

## Története
Az állomás történetéről nem sok maradt fenn. Az 1938-as még nem, az 1950-es pedig már említi.

## Forgalom
| Járat        | Útvonal | Gyakoriság |            |
| ------------ | ------- | --- | ---------- |
| személyvonat | Os      | Losonc – Losonc-Opatová – Losoncnagyfalu – Kálnó – Ipolyberzence – Ipolyszele – Poltár – Sósliget – Csehberek – Zlatnó – Rimakokova-Liešnica – Rimakokova – Újantalvölgy | Napi 8 pár |